# El Pozuelo
El Pozuelo là một đô thị trong tỉnh Cuenca, cộng đồng tự trị Castile-La Mancha Tây Ban Nha. Đô thị này có diện tích là 41,21 ki-lô-mét vuông, dân số năm 2009 là 92 người với mật độ 2,23 người/km². Đô thị này có cự ly 89 km so với tỉnh lỵ Cuenca.